# Lista episoadelor din Chop Socky Chooks
Mai jos este reprezentată lista episoadelor ale serialului Chop Socky Chooks.
| Premiera în România | Nr | Titlu român                          | Titlu englez                          |
| ------------------- | -- | ------------------------------------ | ------------------------------------- |
|                     |    |                                      |                                       |
| PRIMUL SEZON        |    |                                      |                                       |
|                     |    |                                      |                                       |
| 06.09.2008          | 01 | Sfârșitul jocului, puișori!          | Game Over Chooks!                     |
|                     |    |                                      |                                       |
| 07.09.2008          | 02 | Bubba cel mare și rău                | Big Bad Bubba                         |
|                     |    |                                      |                                       |
| 13.09.2008          | 03 | Atacul cobrei                        | Kobura Strikes                        |
|                     |    |                                      |                                       |
| 14.09.2008          | 04 | Uite-o, nu e                         | Now You Coliseum, Now You Don’t       |
|                     |    |                                      |                                       |
| 20.09.2008          | 05 | Visezi, băiete                       | In Your Dreams                        |
|                     |    |                                      |                                       |
| 21.09.2008          | 06 | Probleme la pătrat                   | Double Trouble                        |
|                     |    |                                      |                                       |
| 27.09.2008          | 07 | Chop Socky ups                       | Chop Socky Whoops                     |
|                     |    |                                      |                                       |
| 28.09.2008          | 08 | Nașul banilor                        | The Codfather                         |
|                     |    |                                      |                                       |
| 04.10.2008          | 09 | Etajul uitat de vreme                | The Level That Time Forgot            |
|                     |    |                                      |                                       |
| 05.10.2008          | 10 | Zombi de Karaoke                     | Karaoke Zombies                       |
|                     |    |                                      |                                       |
| 11.10.2008          | 11 | Vrei și niște pulpe?                 | Do You Want Thighs With That?         |
|                     |    |                                      |                                       |
| 12.10.2008          | 12 | Bebeluși Bushido                     | Bushido Babies                        |
|                     |    |                                      |                                       |
| 05.01.2009          | 13 | Marca lui Bantam                     | The Mark of the Bantam                |
|                     |    |                                      |                                       |
| 06.01.2009          | 14 | Frumusețe distrugătoare              | If Looks Could Kill                   |
|                     |    |                                      |                                       |
| 07.01.2009          | 15 | Dă-ne și celălalt obraz              | Return the Other Cheek                |
|                     |    |                                      |                                       |
| 08.01.2009          | 16 | Planeta lui Bubba                    | Planet of the Bubba                   |
|                     |    |                                      |                                       |
| 09.01.2009          | 17 | Alegerea maestrului                  | His Master’s Choice                   |
|                     |    |                                      |                                       |
| 12.01.2009          | 18 | Este un șarpe în clasă               | Snake in the Class                    |
|                     |    |                                      |                                       |
| 13.01.2009          | 19 | Vorbește acum sau ține-ți respirația | Speak Now or Forever Hold Your Breath |
|                     |    |                                      |                                       |
| 14.01.2009          | 20 | 13, numărul groazei                  | Appalling 13                          |
|                     |    |                                      |                                       |
| 15.01.2009          | 21 | Puișorii, stăpânii destinului        | Chooks of Hazard                      |
|                     |    |                                      |                                       |
| 16.01.2009          | 22 | Să lupte lașii                       | Enter the Chickens                    |
|                     |    |                                      |                                       |
| 19.01.2009          | 23 | Primire de gândaci                   | Swarm Welcome                         |
|                     |    |                                      |                                       |
| 20.01.2009          | 24 | Ne vedem pe insulă                   | Isle Be Seeing You                    |
|                     |    |                                      |                                       |
| 21.01.2009          | 25 | Cel mai penibil spectacol din lume   | The Lamest Show on Earth              |
|                     |    |                                      |                                       |
| 11.03.2009          | 26 | Pe țeavă în jos                      | Down the Drain                        |
|                     |    |                                      |                                       |